# Monestir de la Santíssima Mare de Déu de Sumelà
El monestir de la Santíssima Mare de Déu de Sumelà (en grec: Μονή Παναγίας Σουμελά, Moní Panagías Soumelá; en georgià: სუმელას მონასტერი, Sumelas monasteri; en turc: Sümela Manastırı) o, simplement, monestir de Sumelà és un monestir de l'Església Ortodoxa Grega dedicat a la Verge Maria o Panagia (que significa 'Santíssima' en grec) situat en la muntanya Melá (en turc: Karadag, que és una traducció directa del nom grec Su Melà, 'Turó Negre') dins de les muntanyes Pòntiques (en turc: Kuzey Anadolu Dağları), al districte de Maçka de la província de Trebisonda, en l'actual Turquia. D'acord amb una altra versió del desxifrat del nom complet del monestir, sumeli és una paraula de la llengua Laz que significa 'Trinitat' en català.
Està situat en un penya-segat, a una altitud d'aproximadament 1.200 m enfront a la vall d'Altındere, un lloc de gran importància històrica i cultural així com una important atracció turística dins del Parc Nacional de la Vall d'Altındere.
El 22 de setembre de 2015, el monestir va ser tancat al públic per una durada de tres anys. Està previst que torni a obrir per als turistes i pelegrins durant el dia de l'Assumpció de Maria (15 d'agost) de 2018. Durant aquest temps, el monestir es restaurarà encara més per tal que sigui qualificat com a Patrimoni de la Humanitat per la Unesco. Al mateix temps, es porta a terme un estudi geològic sobre la cara de la roca que s'eleva sobre el monestir a causa d'un augment en l'activitat sísmica en la zona.

## Història

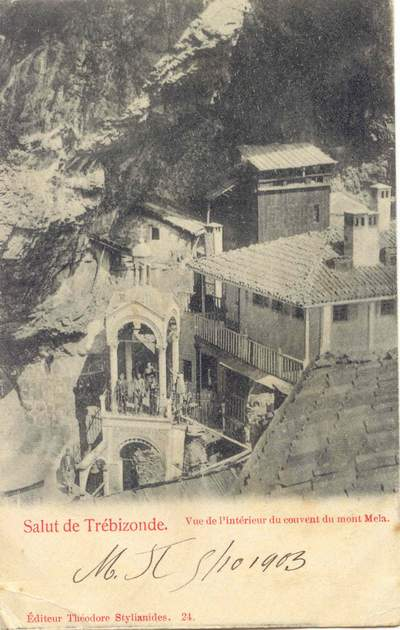
Monestir de Sumelà en una postal de 1903

El monestir va ser fundat l'any 386, durant el regnat de l'emperador Teodosi I (375 - 395). Segons l'historiador William Miller, Bernabé i Sofroni, dos monjos atenencs, van fundar el monestir. Es va fer famós per una icona de la Mare de Déu, coneguda com «La Santíssima [Mare de Déu] que escolta amb rapidesa» (en grec: Παναγιά Γοργοεπήκοος, Panagia Gorgoepikoos), de la que es diu que va ser pintada per l'apòstol Lluc.
Durant la seva llarga història, el monestir es va convertir en ruïnes diverses vegades i va ser restaurat per diversos emperadors. Durant el segle vi, va ser restaurat i ampliat pel general Belisari, a instàncies de Justinià I. Va aconseguir la seva forma actual al segle xiii després de guanyar prominència durant l'existència de l'Imperi de Trebisonda. Mentre que els emperadors Basili I Comnè i Joan II Comnè van dotar de riqueses el monestir, va ser durant el regnat d'Aleix III Comnè (1349-1390) que Sumelà va rebre la seva donació més gran; segons la llegenda, el jove Aleix es va salvar d'una tempesta gràcies a la Verge i en agraïment va ordenar restaurar el monestir. Un crisòbul datat del 1365 confirma la llibertat i l'autonomia del monestir, juntament amb totes les seves terres i dependències; els eximeix de tot impost, a excepció d'un impost bianual; i restaura el que els recol·lectors d'impostos de Matzouka havien pres il·legalment d'ella, llistant a 40 dels recol·lectors pel seu nom. En aquest moment, es va concedir al monestir un import anual dels fons imperials. Durant l'època de Manuel III Comnè, fill d'Aleix III Comnè, i durant els regnats dels prínceps posteriors, Sumelà va obtenir major quantitat de donacions imperials.
Després de la conquesta pel sultà otomà Mehmed II en 1461, se li va concedir la protecció del sultà i, tenint en compte els seus drets i privilegis, aquesta protecció va ser renovada pels sultans posteriors. El monestir va seguir sent una destinació popular per als monjos i viatgers a través dels anys. En 1682 i durant les següents dècades, el monestir va albergar l'Escola de Trebisonda (en grec: Φροντιστήριο Τραπεζούντος, Phrontisterion Trapezoúntos), un conegut centre d'ensenyament grec de la regió.

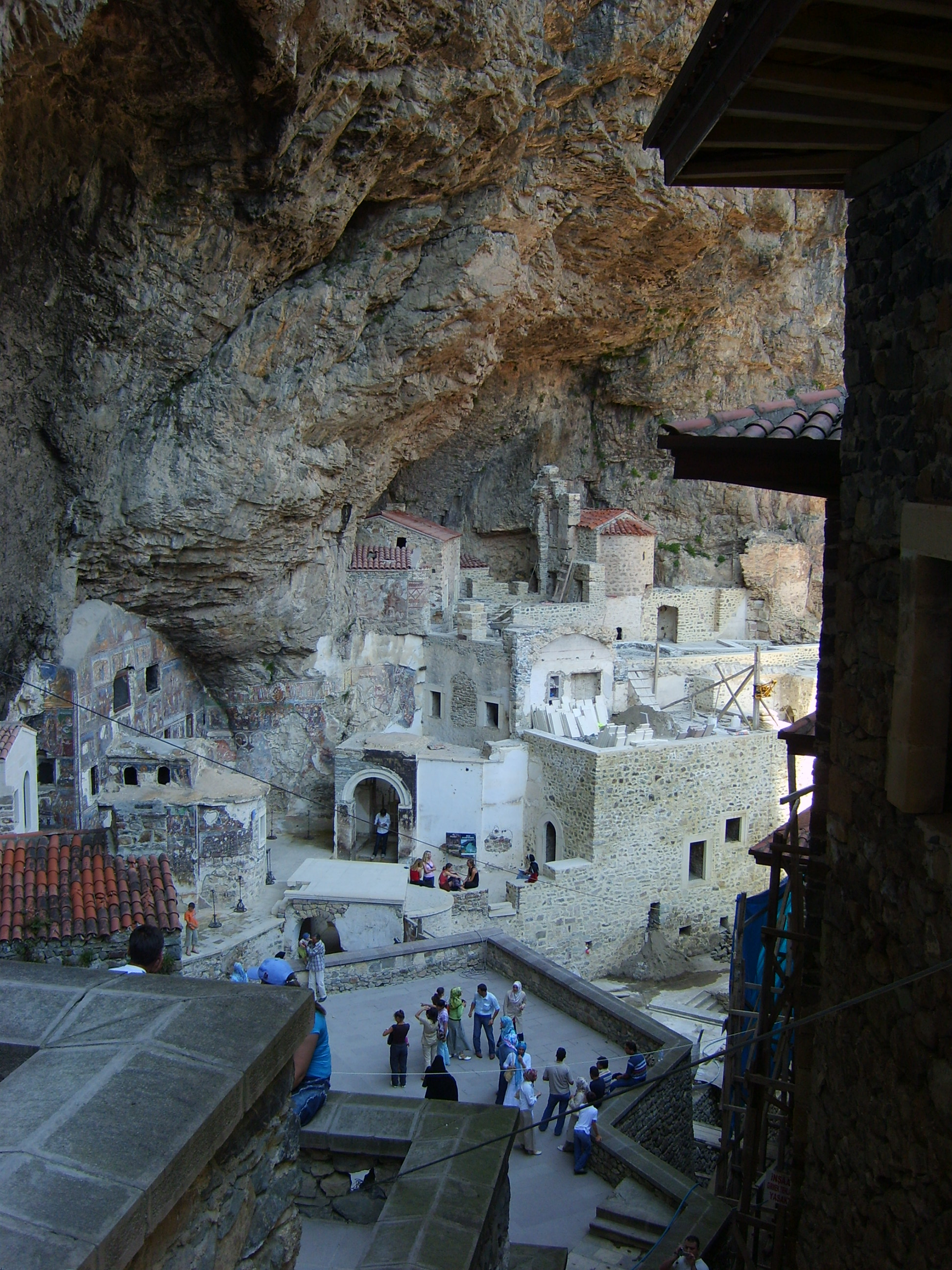
El «pati del darrere» del monestir, en l'actualitat

El monestir va ser capturat per l'Imperi Rus entre 1916 i 1918, durant l'ocupació de Trebisonda. El lloc va ser abandonat el 1923, arran dels intercanvis forçats de població entre Grècia i Turquia. Als monjos que van marxar no se'ls va permetre endur-se cap propietat amb ells, per la qual van enterrar la famosa icona de Sumela sota el sòl de la capella de Santa Bàrbara del monestir. El 1930, un monjo va tornar en secret a Sumelà, va recuperar la icona i la va transferir al nou monestir de Panagia Soumela, en els vessants del mont Vermion, prop de la ciutat de Naousa, en Macedònia (Grècia). El 1930 es va iniciar un incendi i les parts de fusta del monestir de Sumelà van quedar destruïdes. En els anys següents, els saquejadors i vàndals van danyar les altres parts del Monestir.
Actualment, la funció principal del monestir és d'atracció turística. Té vistes als boscos i rierols, pel que és molt popular per la seva atracció estètica, així com pel seu significat cultural i religiós. Des del 2012, el govern turc està finançant els treballs de restauració, i el monestir està gaudint d'un renaixement del pelegrinatge des de Grècia i Rússia. El 15 d'agost de 2010, es va permetre celebrar una divina litúrgia ortodoxa al recinte del monestir. El Patriarcat Ecumènic de Constantinoble va emetre un permís especial que es requeria per visitar el monestir el 15 d'agost, el dia de la Dormició de Maria o Festa de l'Assumpció, per assistir a la divina litúrgia. Només es va permetre l'entrada a 450 - 500 visitants dins el monestir, encara que es van disposar de televisors de pantalla ampla per observar l'esdeveniment a uns centenars de metres del monestir.
El 22 de setembre de 2015, el Departament de Restauració i Treballs de Construcció del Ministeri de Cultura de Turquia va tancar el monestir als visitants a causa de la restauració necessària i el treball de camp.

## Construcció i edificis

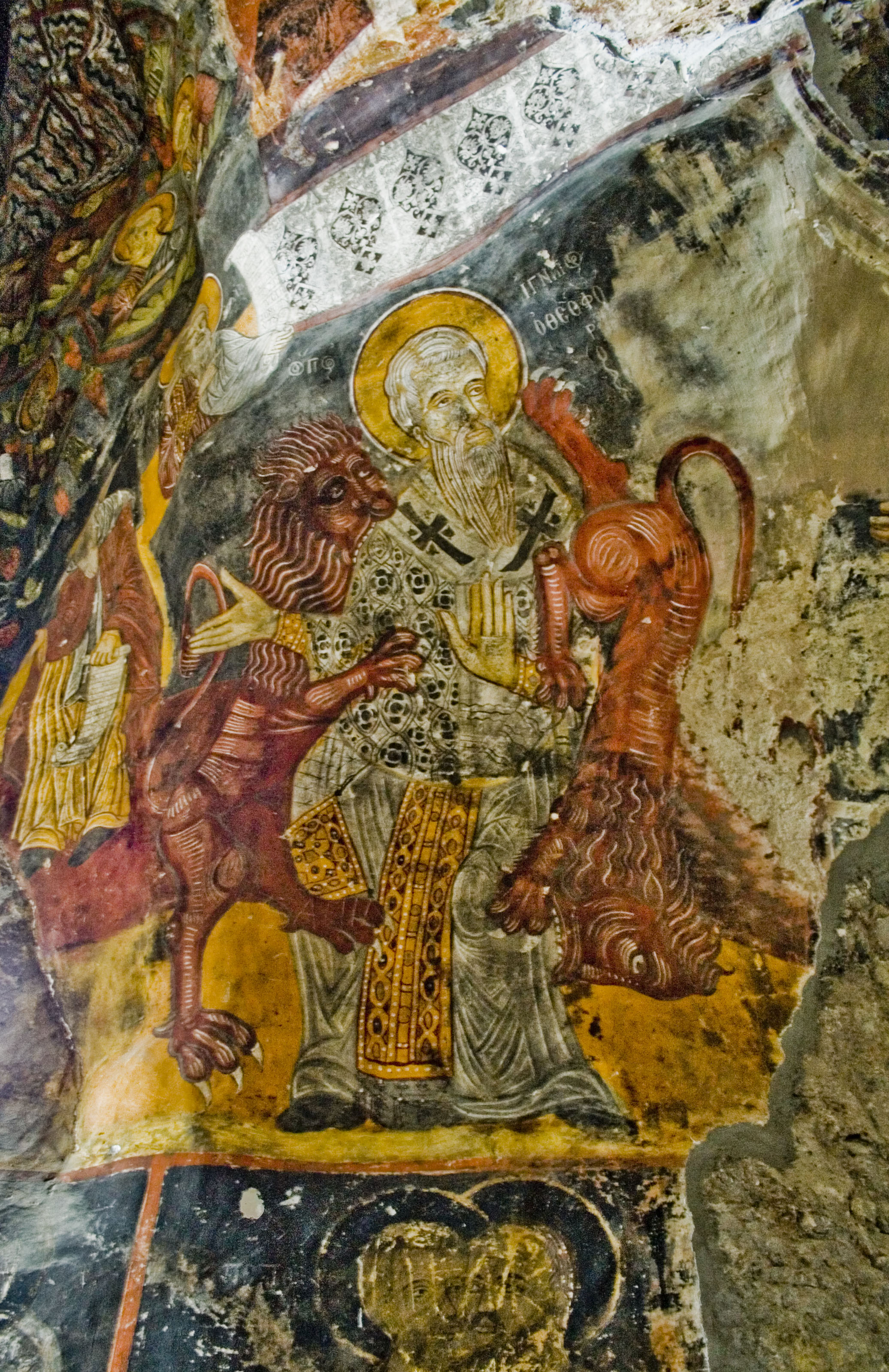
Fresc del monestir

Els elements principals del complex del monestir són l'església de la roca, diverses capelles, cuines, habitacions per a estudiants, una casa d'hostes, una biblioteca i una font sagrada venerada pels cristians ortodoxos orientals.
El gran aqüeducte a l'entrada, que subministra aigua al monestir, està construït contra el costat del penya-segat. L'aqüeducte té molts arcs que majoritàriament han estat restaurats. L'entrada al monestir es fa per una escala llarga i estreta. Hi ha una sala de guàrdia al costat de l'entrada. Les escales condueixen cap avall i des d'allí al pati interior. A l'esquerra, davant d'una cova, hi ha diversos edificis del monestir. La cova, que es va convertir en una església, constitueix el centre del monestir. La biblioteca està a la dreta.
El gran edifici amb un balcó a la part frontal del penya-segat, que data del 1840, es va utilitzar per a les cel·les dels monjos i d'habitatge per als hostes. La influència de l'art turc es pot observar en el disseny dels armaris, fornícules i llars de foc a les habitacions dels edificis que envolten el pati.
Les parets interior i exterior de l'església de la roca i les parets de la capella adjacent estan decorades amb frescos. Els frescos, que daten de l'època d'Aleix III de Trebisonda, s'alineen a la paret interior de l'església de la roca que dona al pati. Els frescos de la capella, que van ser pintats en tres nivells en tres períodes diferents, daten de principis del segle xviii. Els frescos de la banda inferior són de qualitat superior. Els frescos del monestir estan seriosament danyats per vandalisme. El tema principal dels frescos són escenes bíbliques que relaten la història de Crist i la Verge Maria.

## Galeria d'imatges

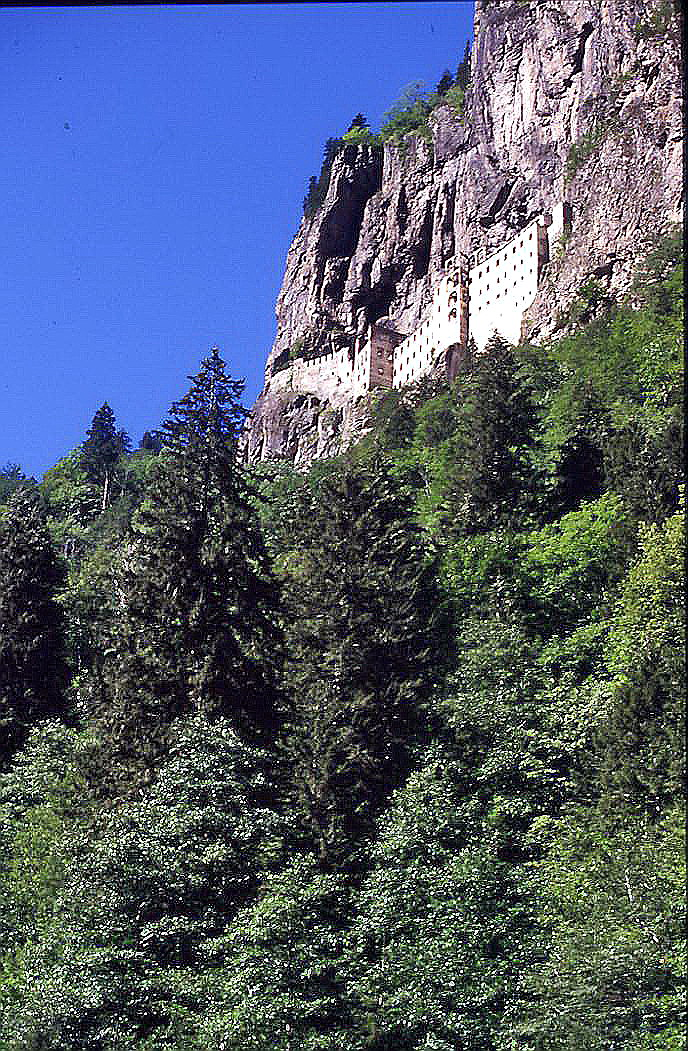
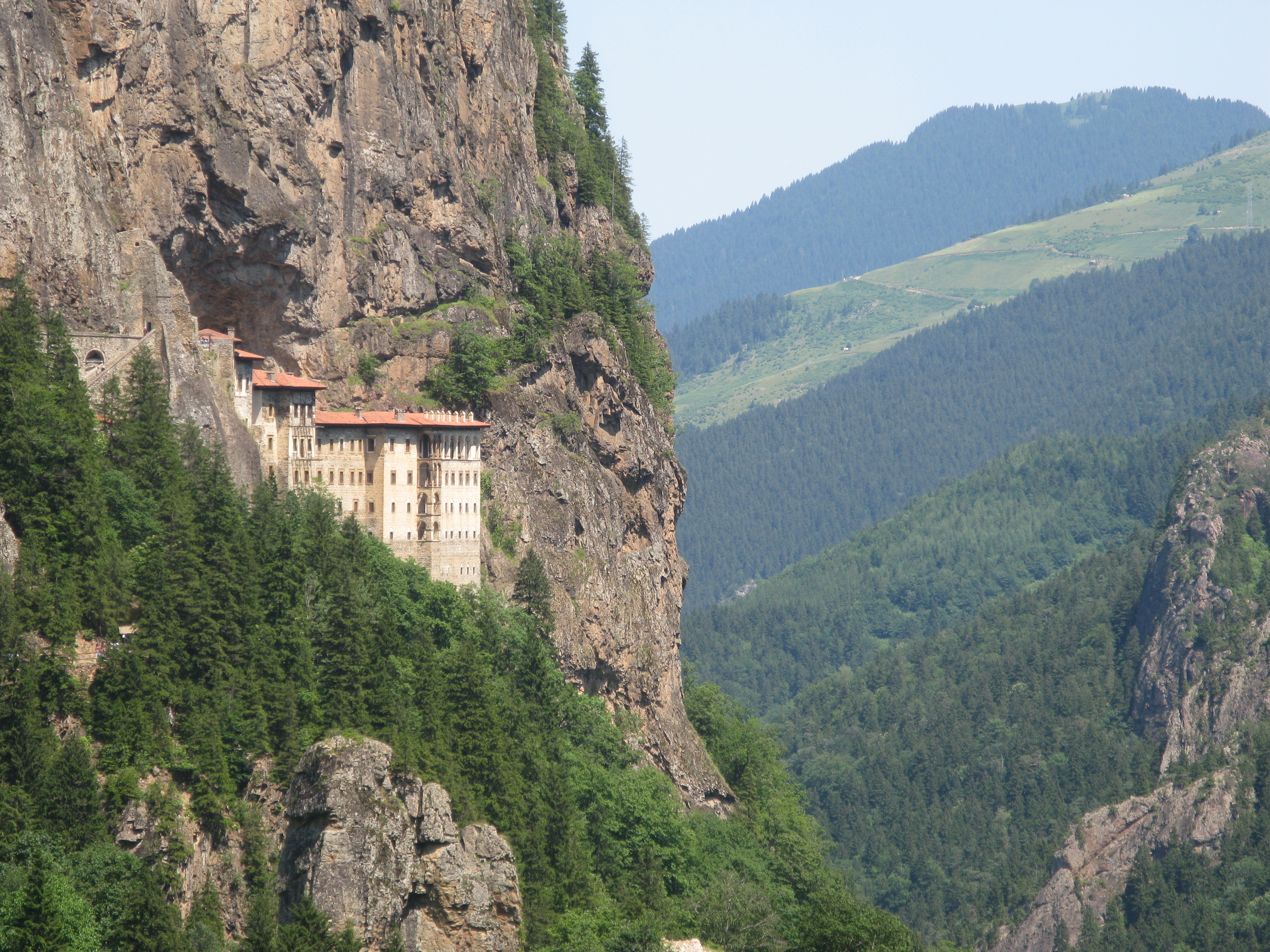
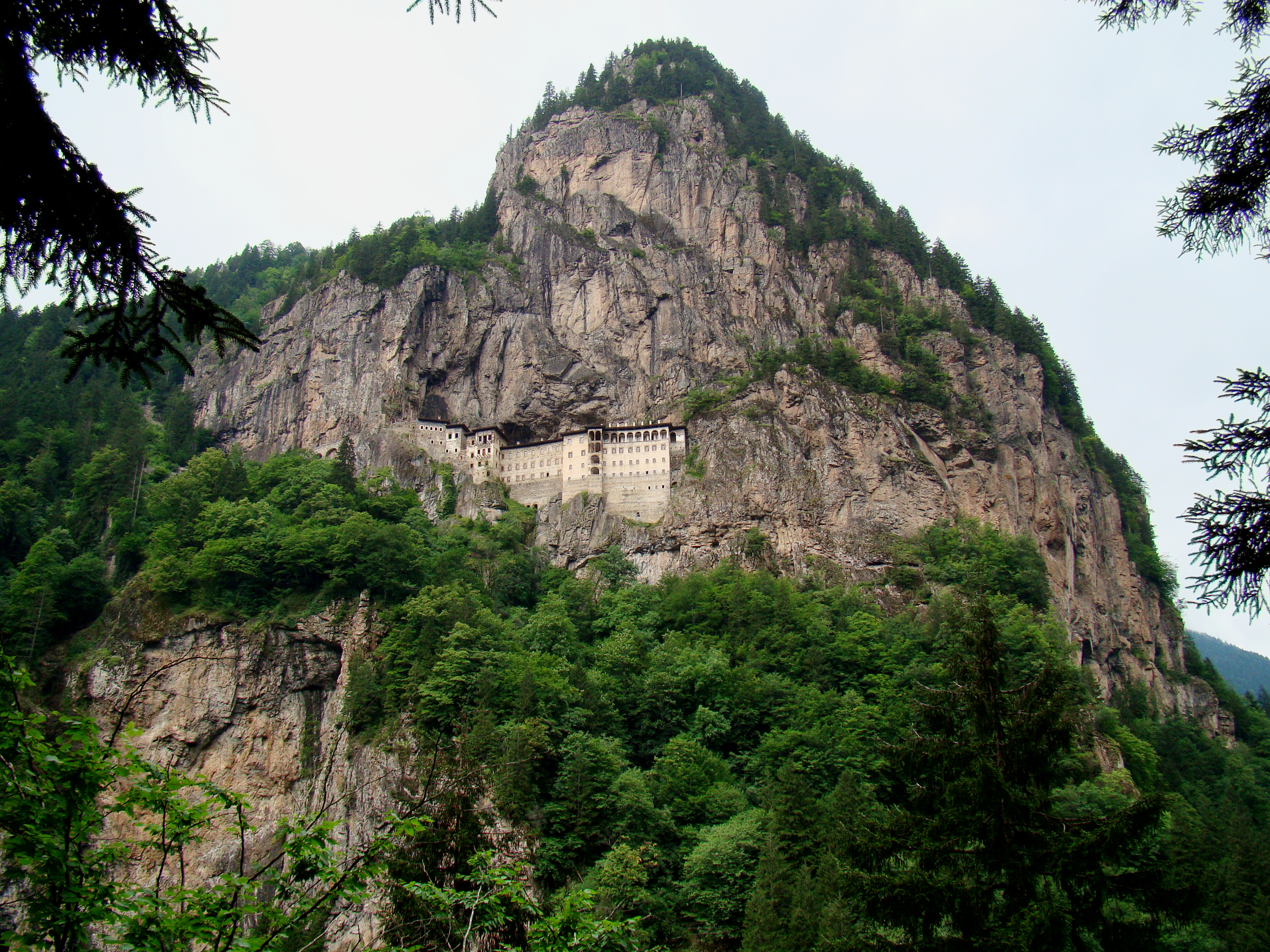
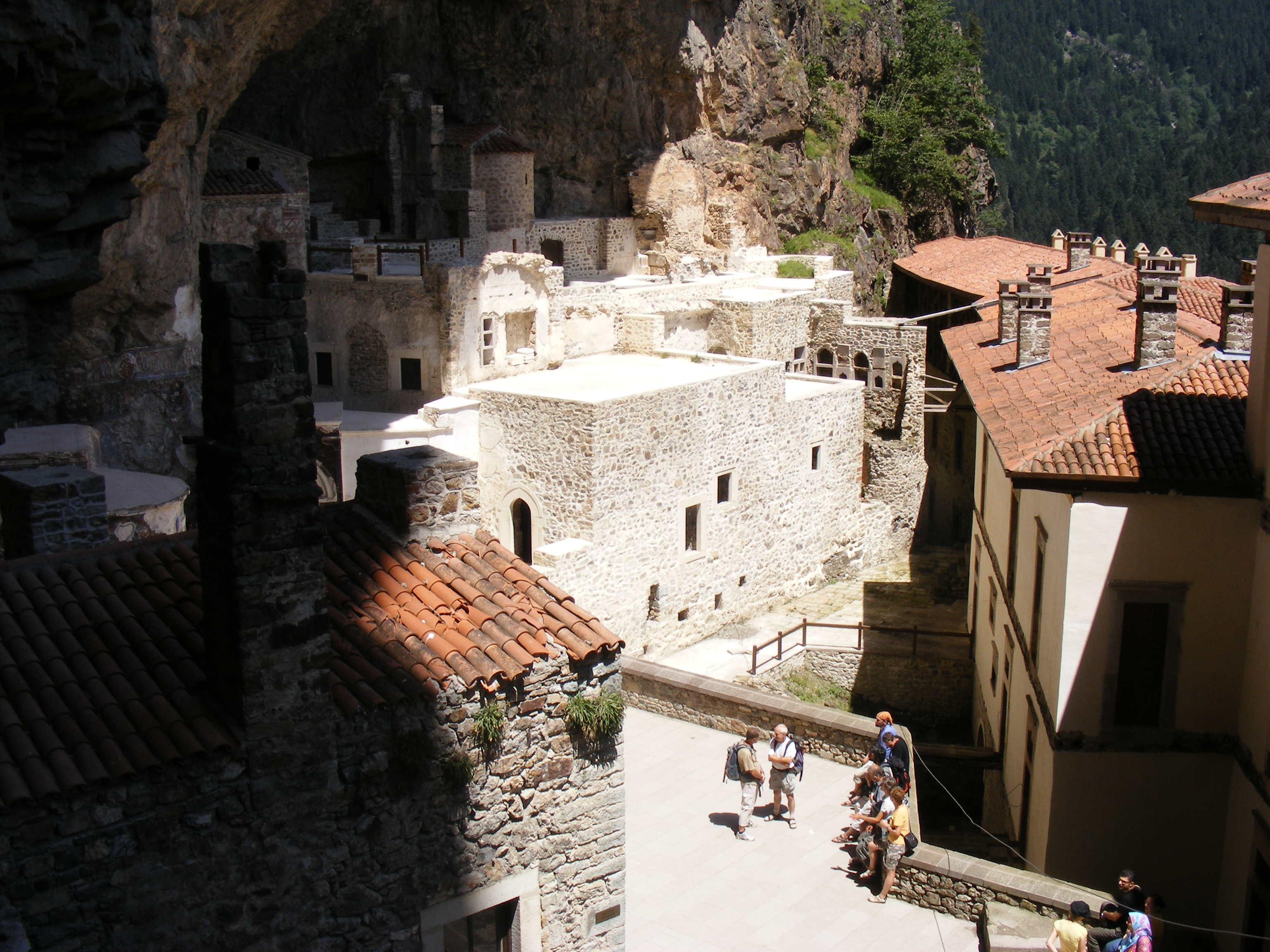
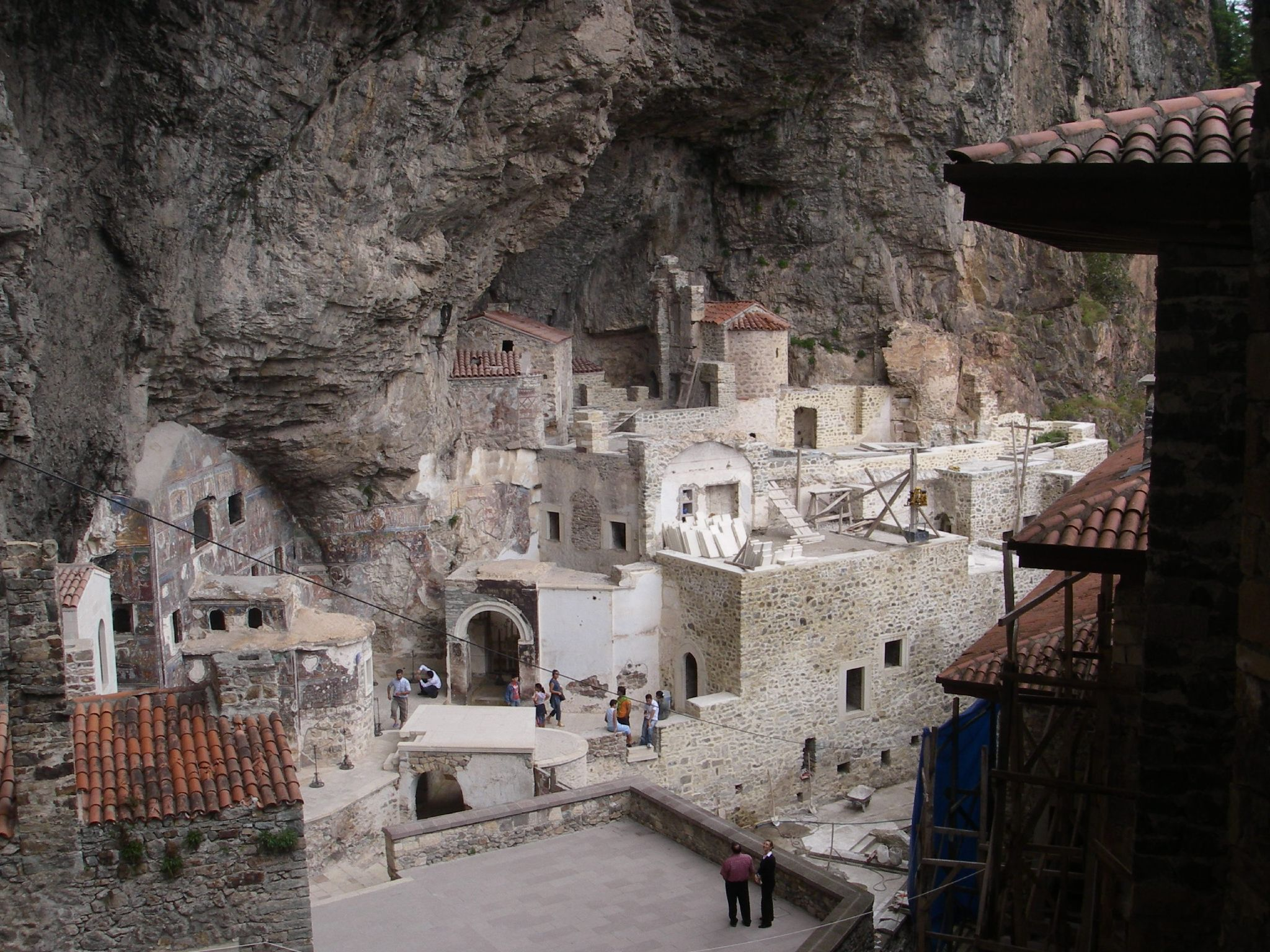
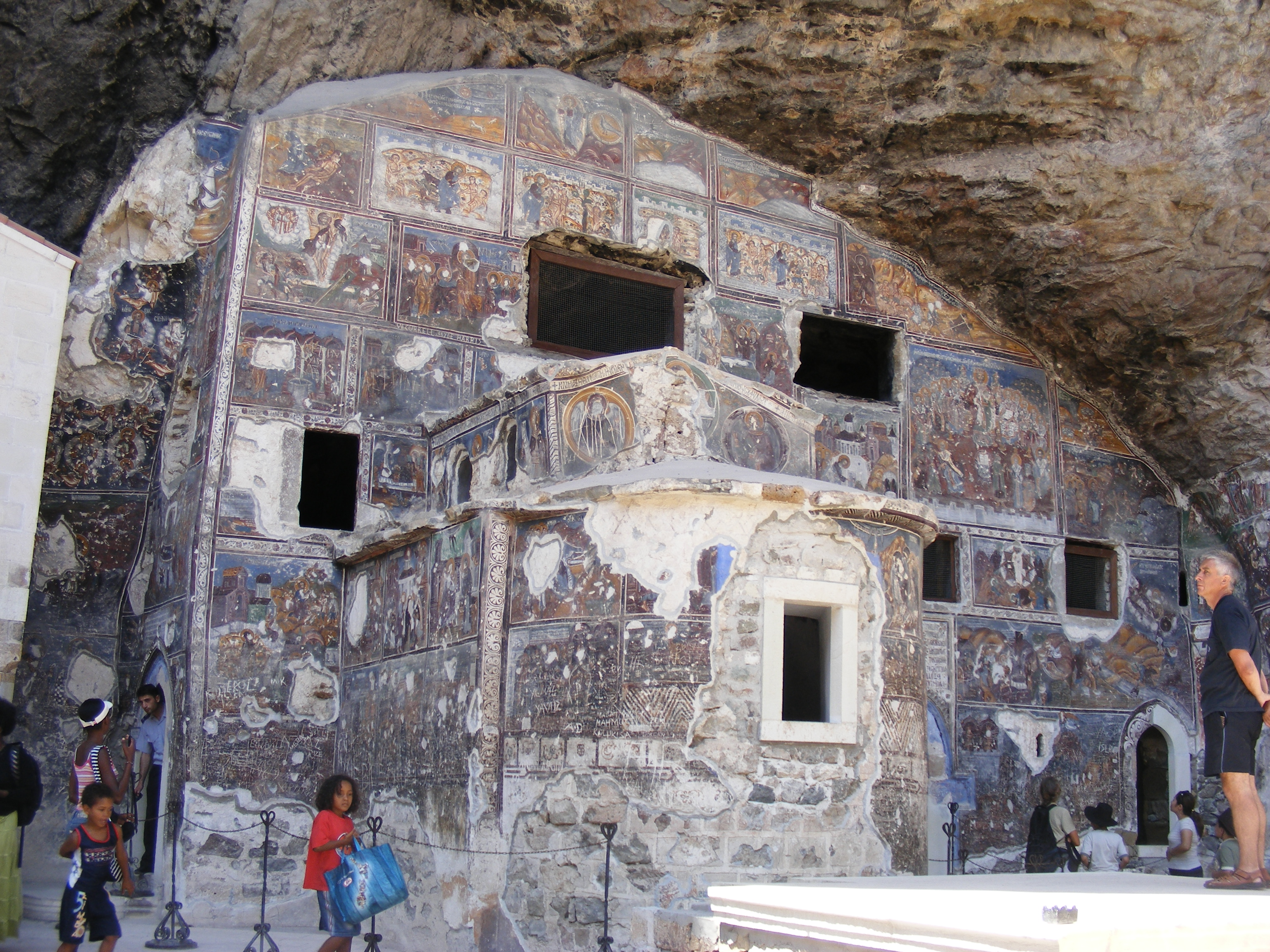
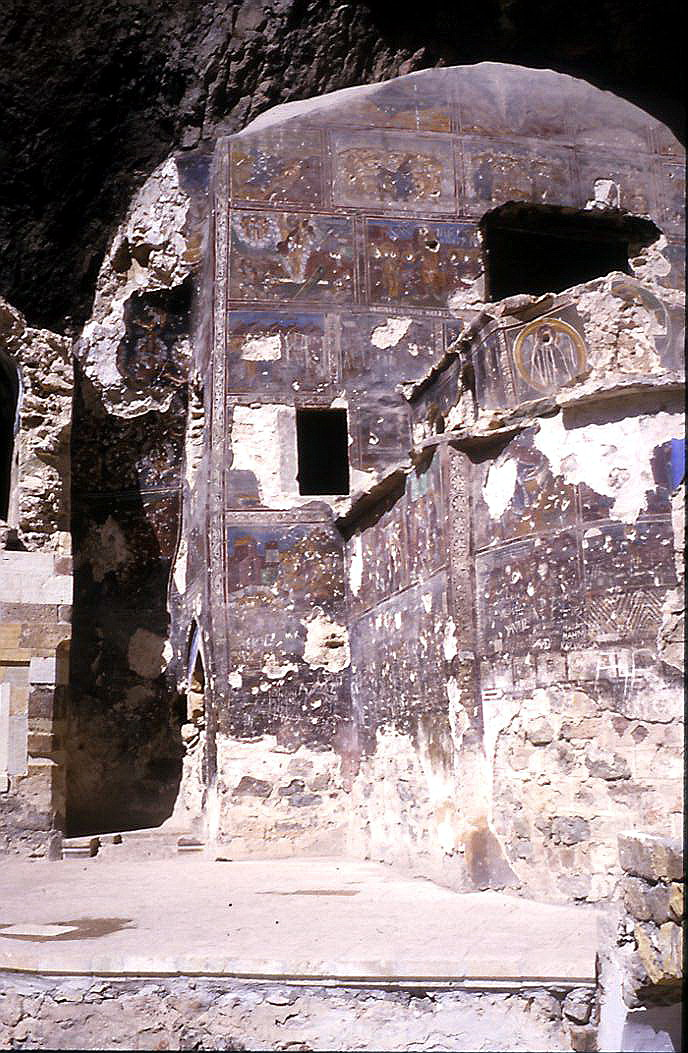
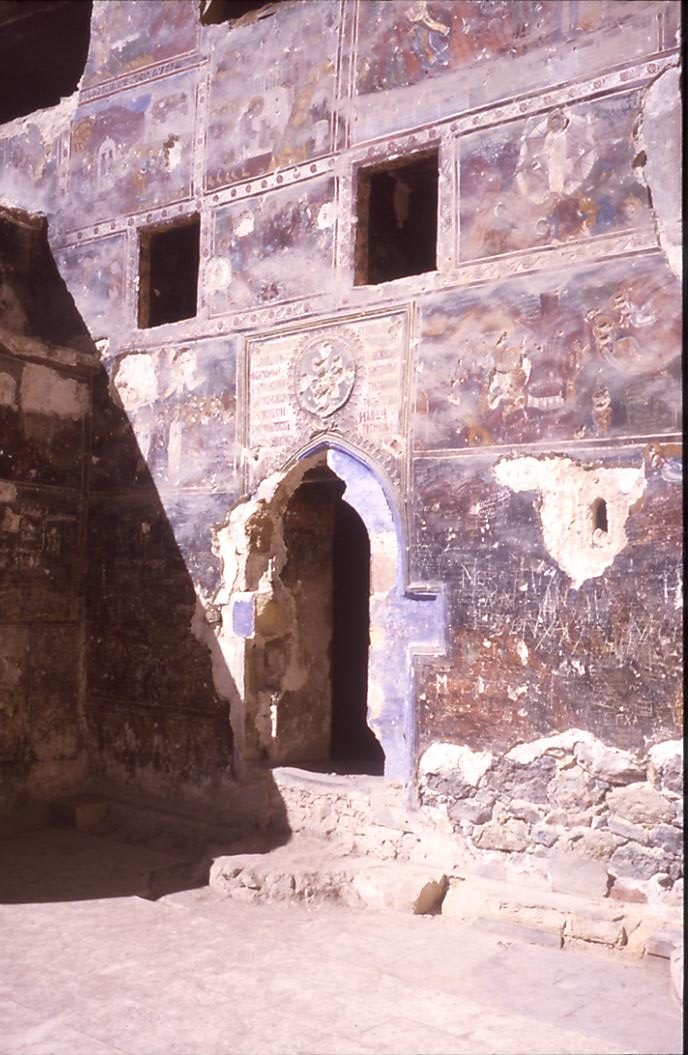
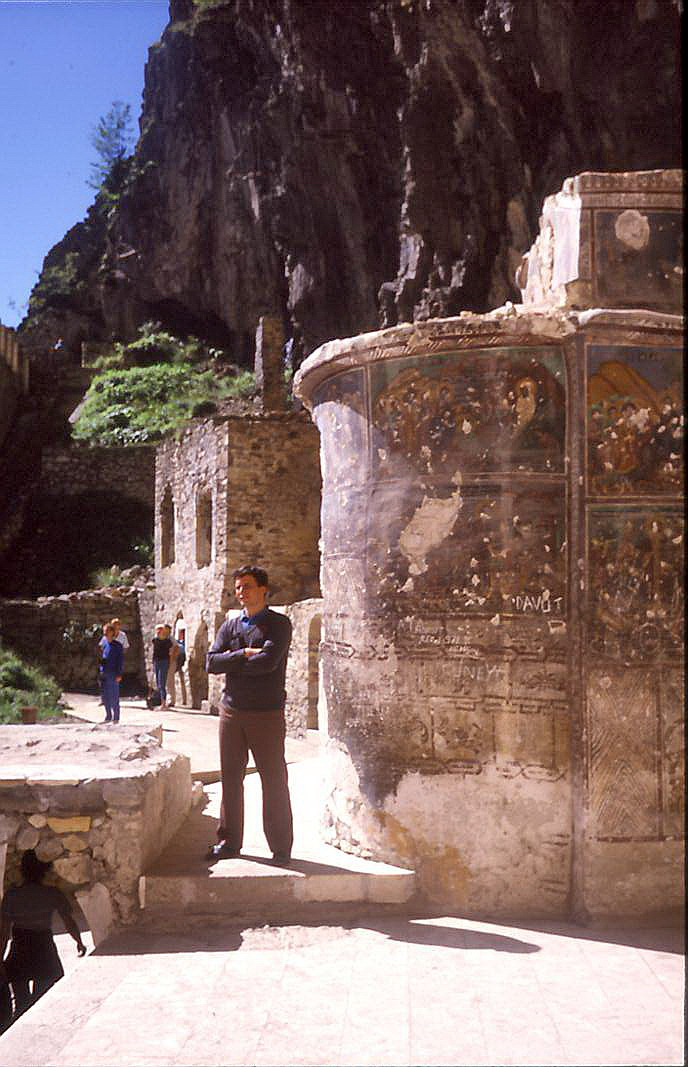
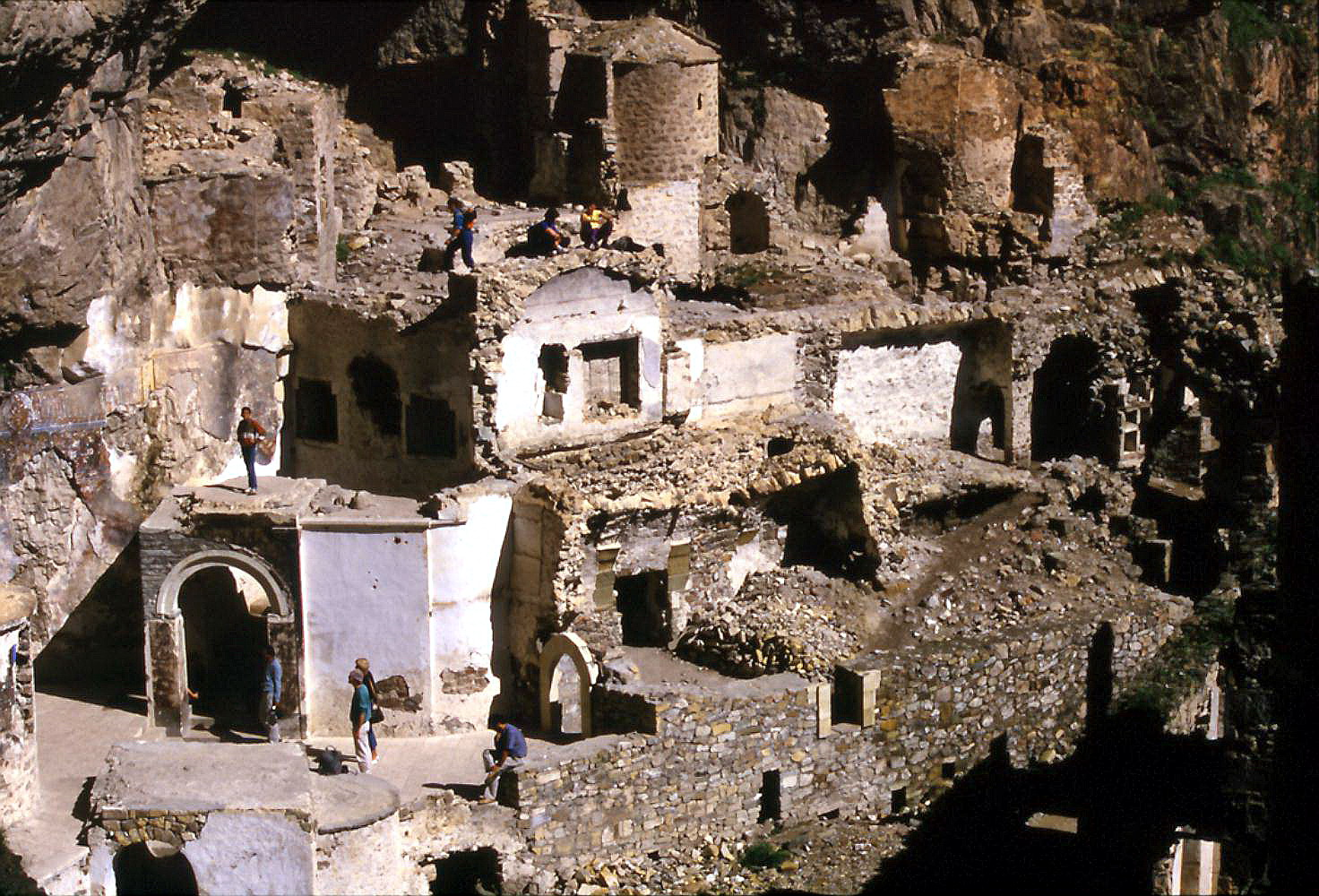
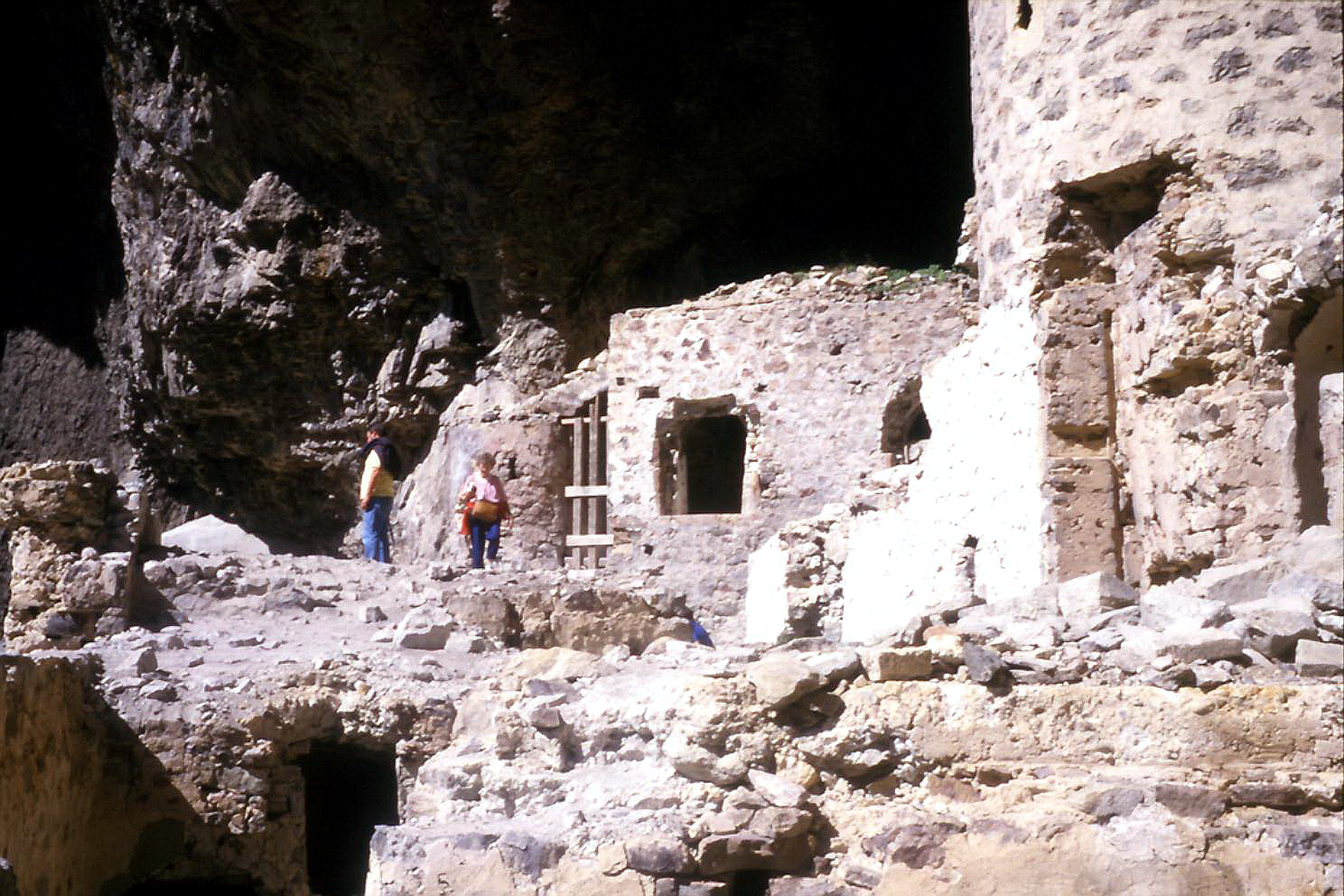
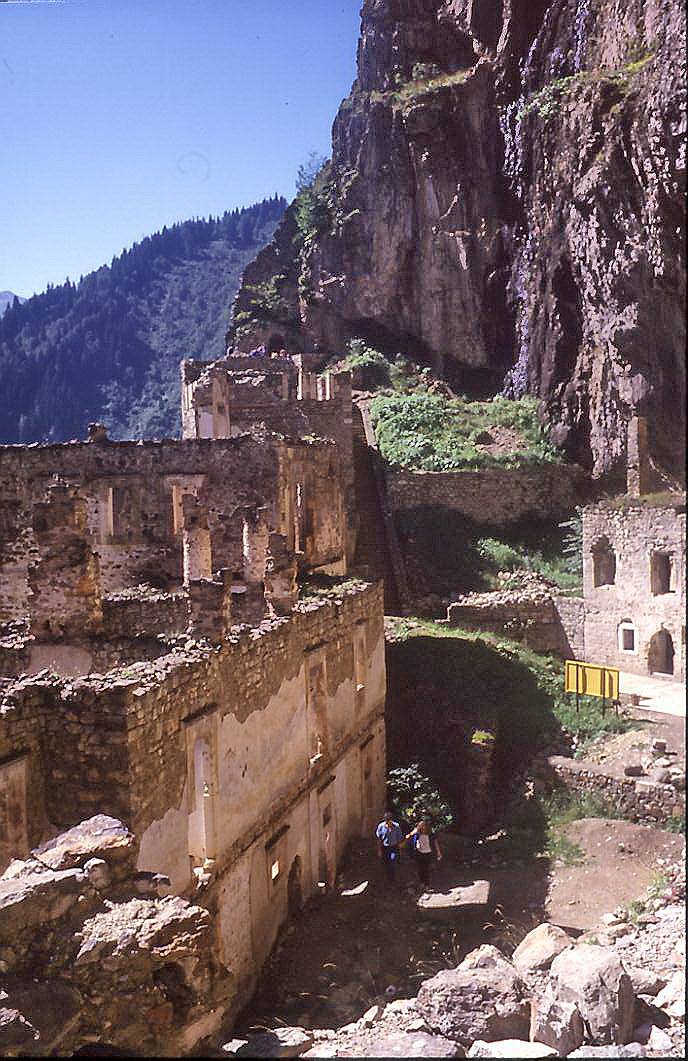
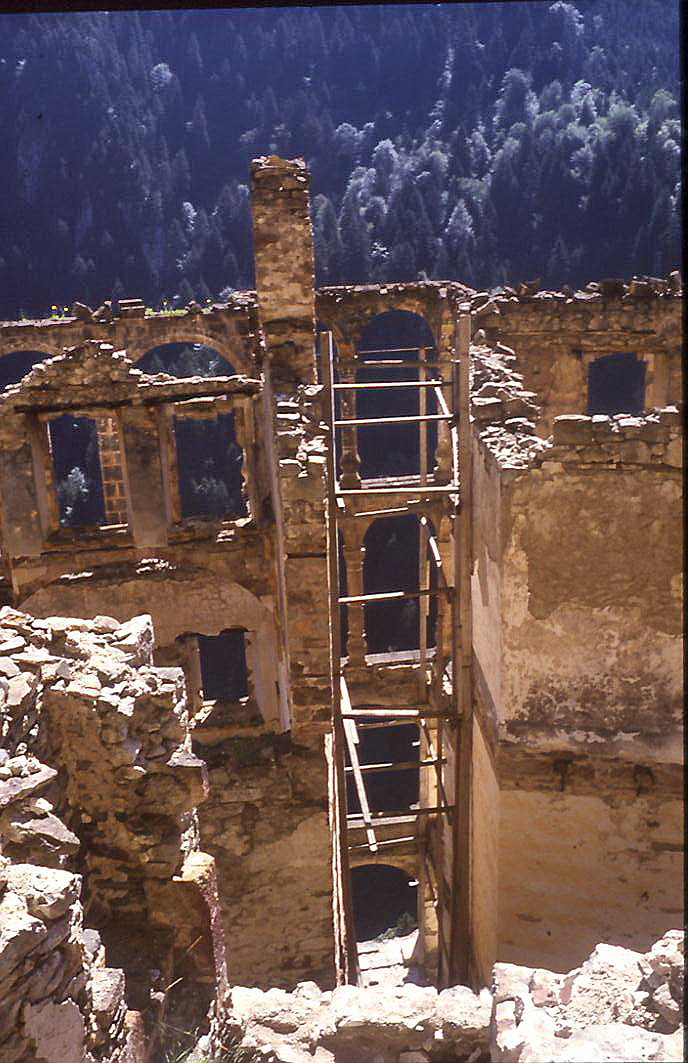
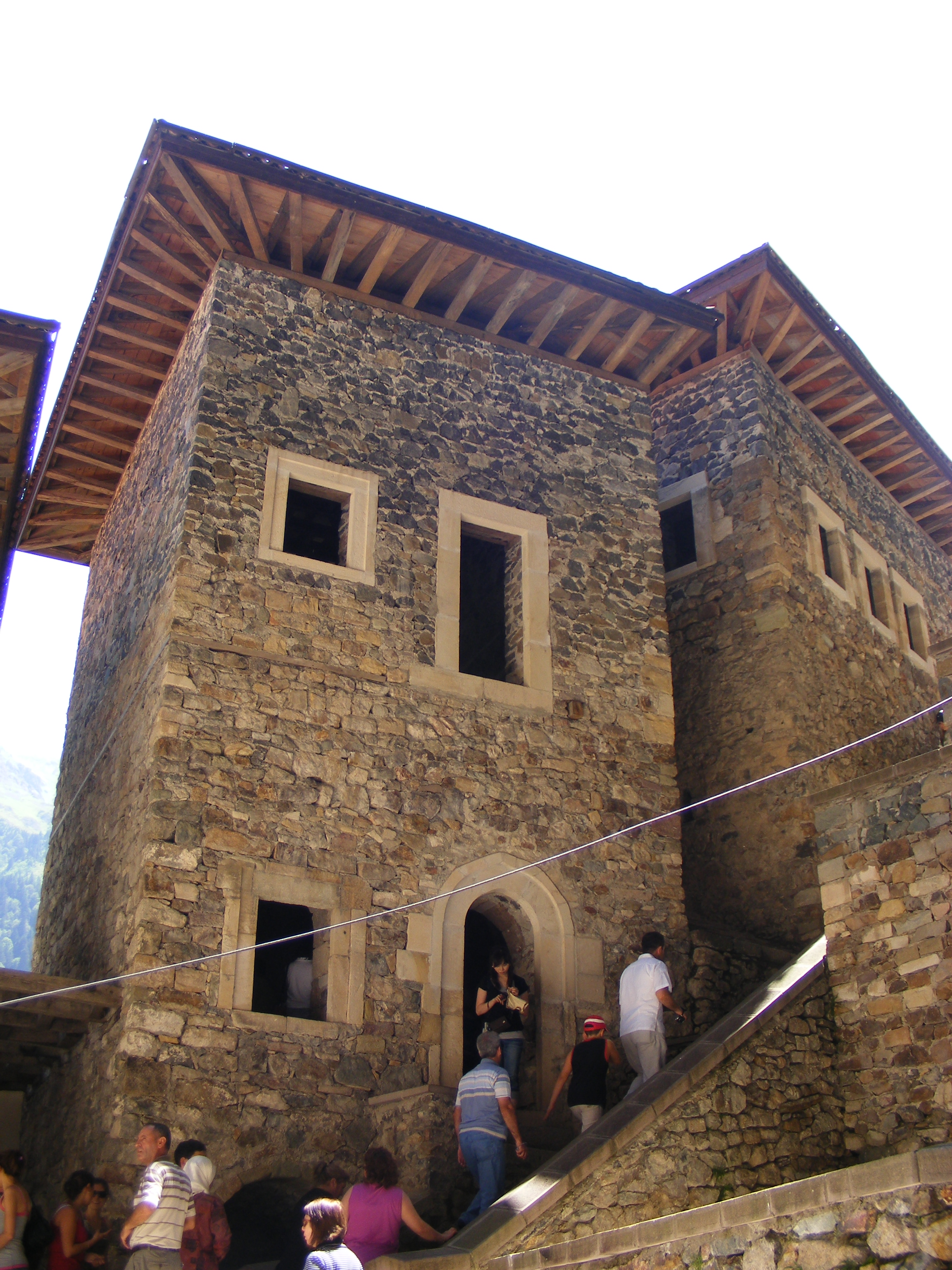
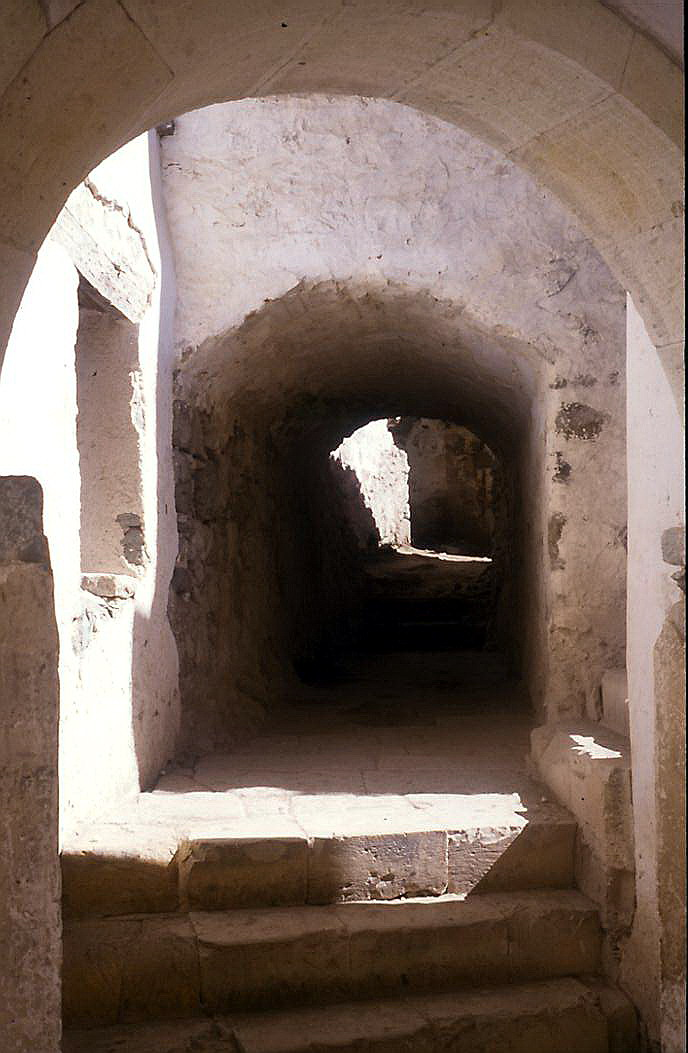
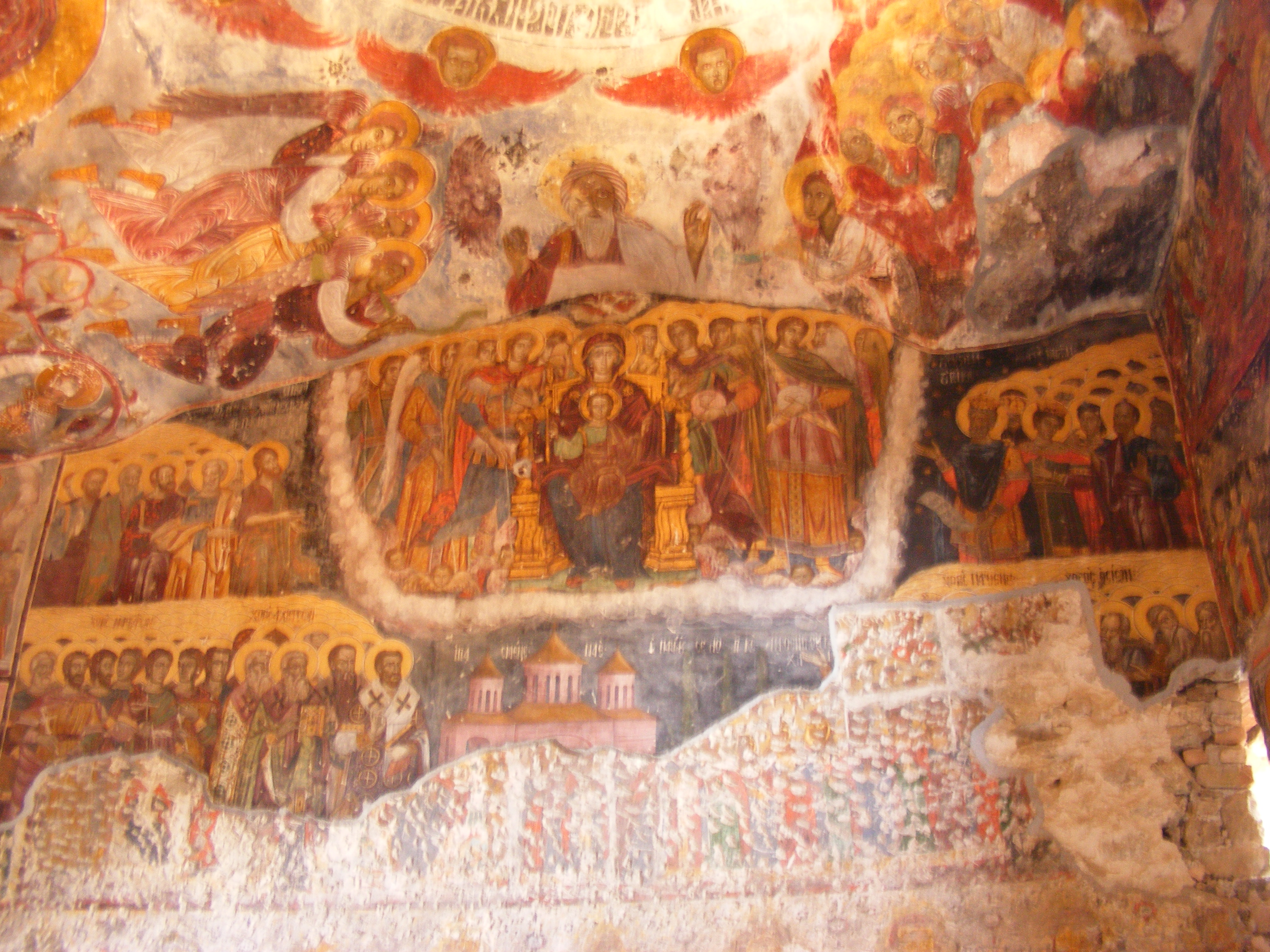
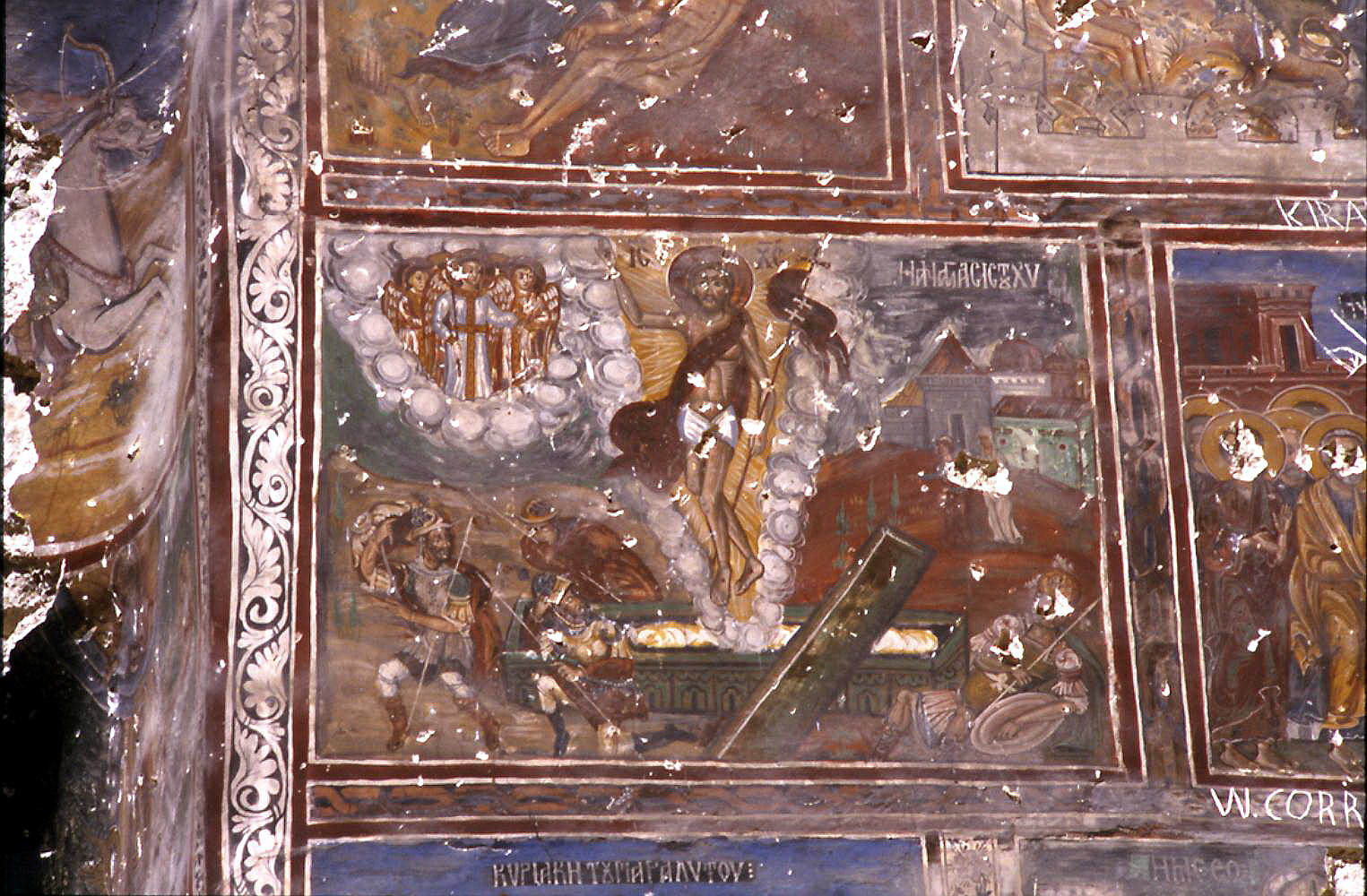
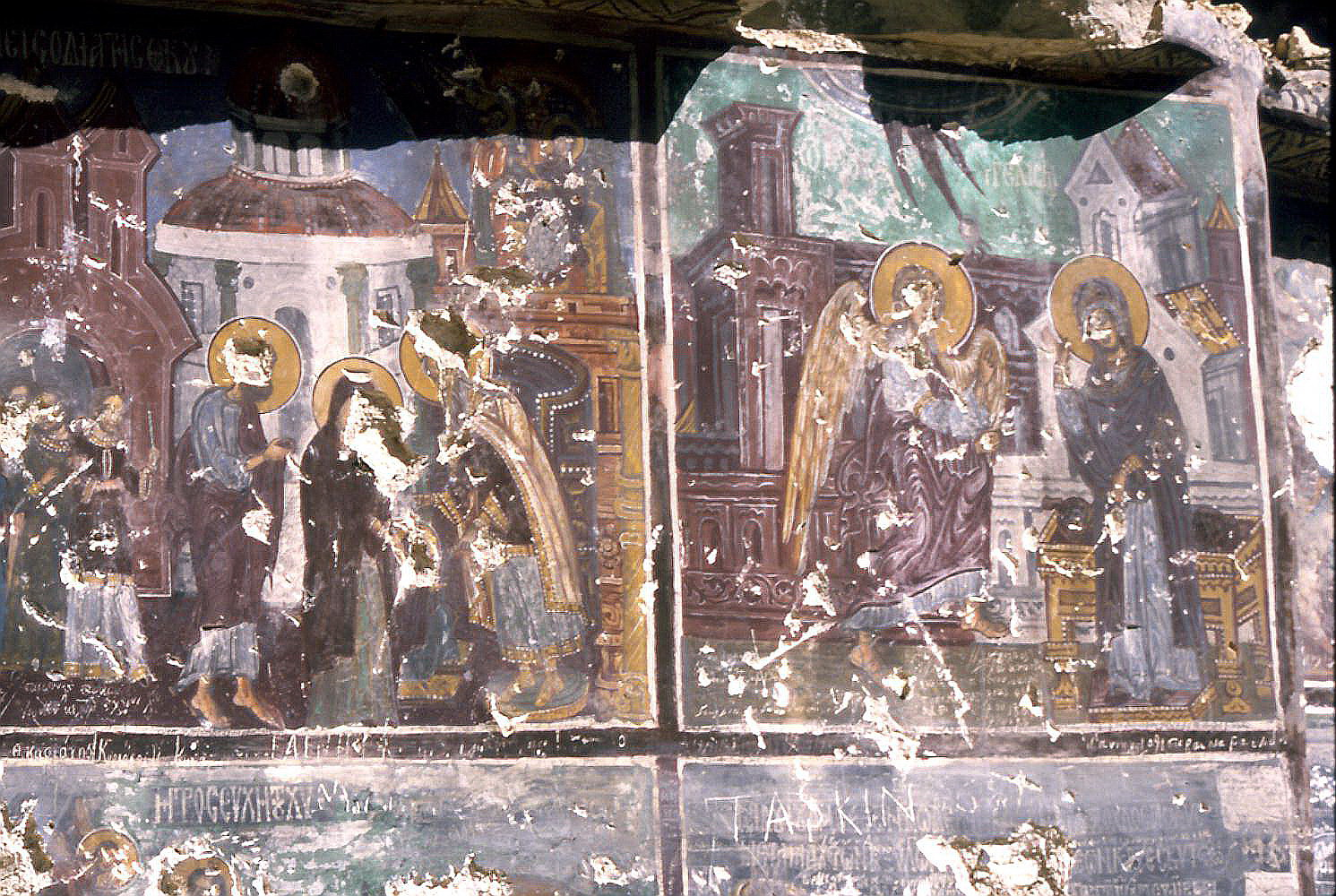